# Antoniwka (hromada Łypjanka)
Antoniwka (ukr. Антонівка) – wieś na Ukrainie, w obwodzie czerkaskim, w rejonie zwinogródzkim, w hromadzie Łypjanka. W 2001 liczyła 606 mieszkańców, spośród których 597 wskazało jako ojczysty język ukraiński, a 9 rosyjski.